# Virus del mosaic del tabac
El virus del mosaic del tabac és un virus ARN vegetal, i és el primer virus conegut, descobert el 1892 pel botànic rus D.I. Ivanovskij (1894-1920). En infectar la planta del tabac causa una malaltia anomenada mosaic, per l'aspecte motejat que presenten les fulles infectades. S'ha detectat en infeccions naturals mixtes en les plantes del tabac i diverses hortalisses coinfectades amb el virus com tomàquet, pebrot, xufa, entre d'altres.
Els símptomes del virus, com el seu propi nom indica, forma un mosaic verd clar i verd fosc en les fulles apicals. A part d'aquests signes poden haver signes de ratllat necròtic, pètals deformes, nanisme i clorosis.

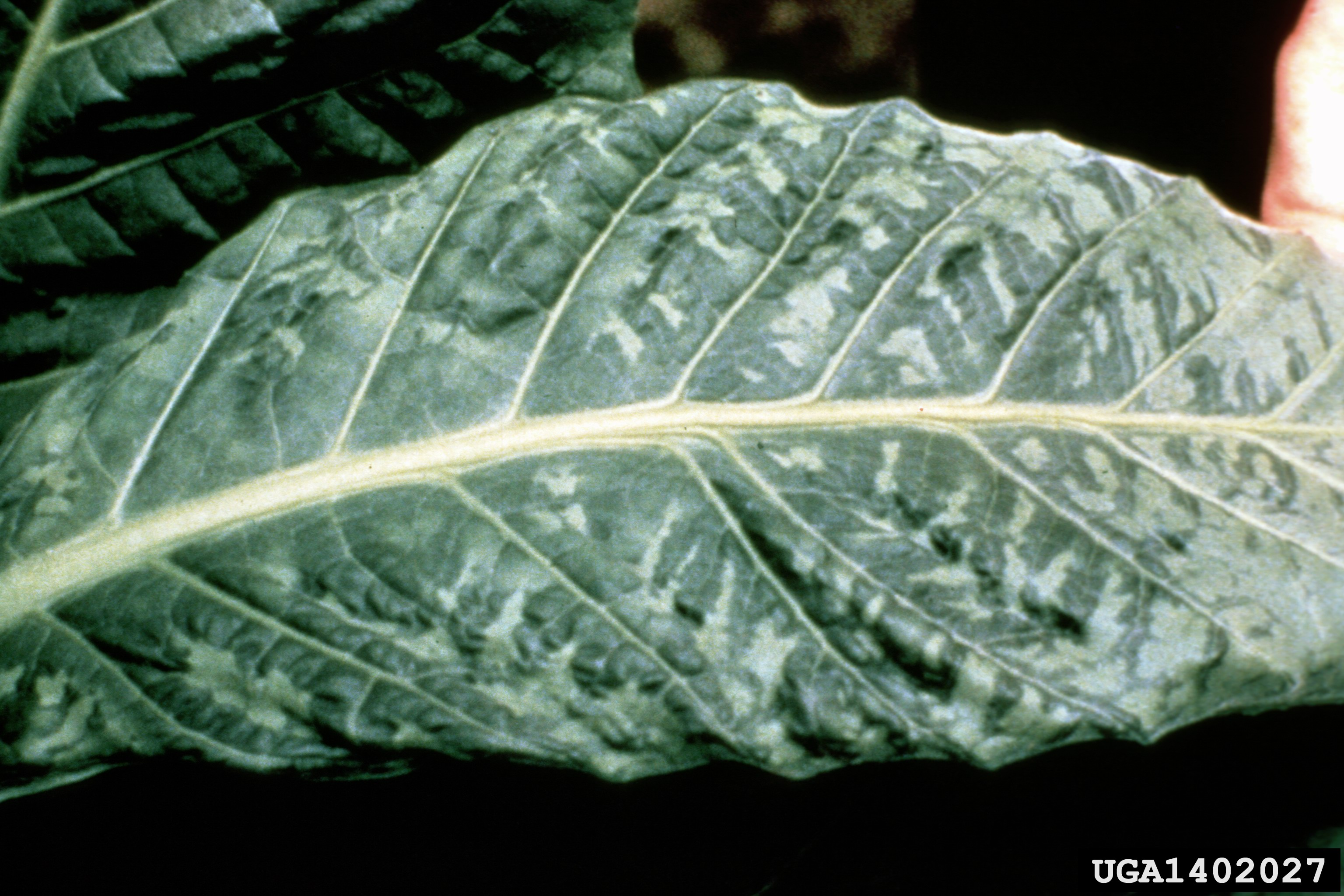
Fulla de tabac infectada

La seva transmissió és facilitada simplement per contacte de les arrels amb el virus i amb les esquitxades de l'aigua de reg. En cultius d'hivernacle la incidència pot arribar a ser molt elevada com a conseqüència d'una transmissió mecànica quan les plantes són podades, recollides etc. El TMV és comú també en les plantes ornamentals i molt infecciós al manejar les plantes.

## Història
El 1883, Adolf Mayer va fer la descripció inicial de la malaltia. Va constatar que es podia transferir entre plantes de manera similar a les infeccions bacterials, sense identificar el propi agent patògen. El 1889, Martinus Beijerinck va demostrar que un medi de cultius filtrat i lliure de bacteris seguia contenint l'agent infecciós.
Dimitri Ivanowski va donar les primeres proves concreta de la seva existència el 1892. El 1935, Wendell Meredith Stanley va cristal·litzar el virus i va demostrar que continua actiu després de la cristal·lització. Per aquest treball, va compartir un quart del premi Nobel de Química del 1946, encara que després es va demostrar que algunes de les seves conclusions (en particular, que els cristalls eren proteïnes pures, que s'unien per autocatàlisi) eren incorrectes.
Les primeres imatges de microscopi electrònic del VMT van ser realitzades el 1939 per Gustav Kausche, Edgar Pfankuch i Helmut Ruska (germà del guanyador del Nobel Ernst Ruska). El 1955, heinz Fraenkel-Conrat i Robley Williams van demostrar que l'ARN del VMT i la proteïna de la seva càpsida uneixen per si mateixes el virus funcional i van indicar que aquesta és l'estructura més estable (la que està amb energia lliure més baixa), i probablement el mecanisme natural d'unió sigui dins de la cèl·lula hoste.
La cristalòfaga Rosalind Franklin va treballar per Stanley quasi un mes a Berkeley, i després va dissenyar i va construir un mòdel del VMT per l'Exposició General de primera categoria de Brussel·les (1958). El 1958, va especular que el virus era buit, no sòlid, i va hipotetitzar que l'ARN del VMT era de trenat simple. Aquesta conjectura es va comprovar després de la seva mort, i ara se sap que és la més trenada.

## Morfologia

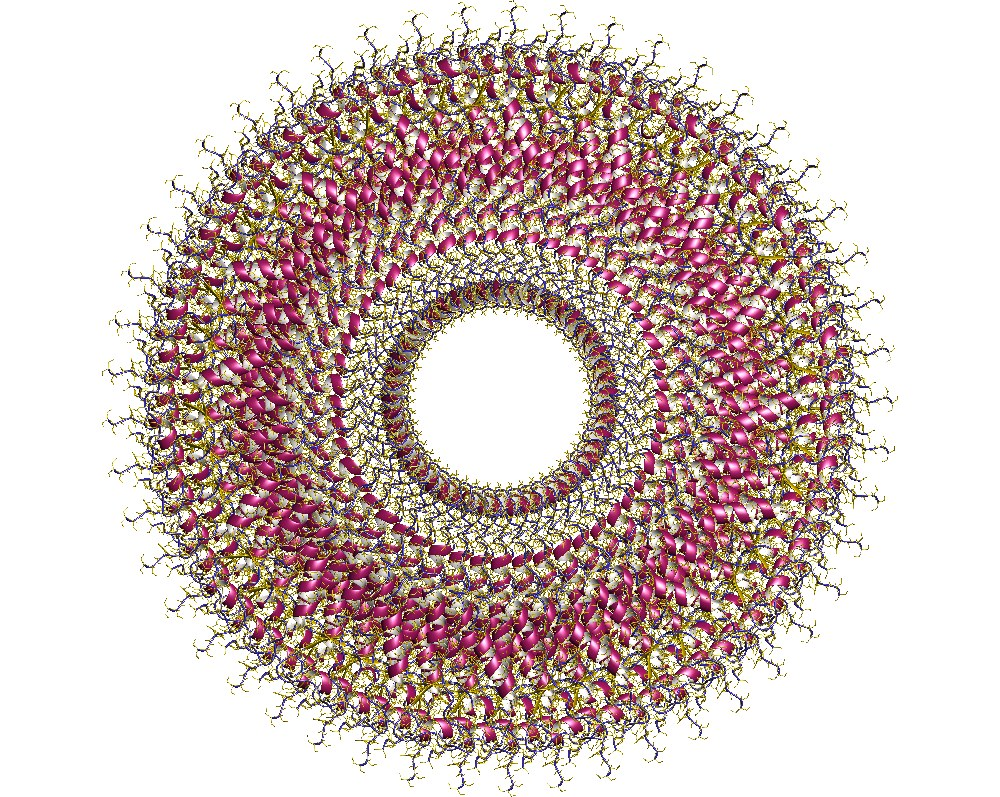
TMV coat protein, top view.

El virus del mosaic del tabac (TMV) presenta forma cilíndrica, amb uns 3000 àngstrom de longitud i uns 180 de diàmetre. Presenta una coberta proteica amb entre 2100 i 2300 subunitats idèntiques estretament empaquetades en una disposició helicoïdal, al voltant d'una molècula d'ARN d'una sola cadena. El genoma consta d'uns 6400 nucleòtids i està tancat profundament en la proteïna, el que la fa invulnerable a l'atac per les ribonucleases i fa que el TMV intacte romangui inefectiu durant dècades.
La coberta està formada per successius discs de dues capes cadascuna amb 17 subunitats per capa, en total 34 subunitats per disc. Les subunitats dels discs poden desplaçar-se una sobre l'altre per formar una hèlix de dues voltes. La unió de l'ARN entre els discs proteics comença a partir d'una seqüència de bases especifica que te l'ARN del virus i que el disc de la proteïna reconeix com a lloc d'iniciació de la unió. La regió d'iniciació de l'ARN forma un llaç que interacciona amb el forat central del disc de la proteïna i el transformen en la forma helicoïdal (arandela de tancament) quedant així iniciada l'hèlix del virus; en aquest d'ARN doblegat en llaç s'afegeixen nous discos. Després de l'addició de cada disc es forma un nou llaç d'ARN, fins que la totalitat de la cadena d'ARN queda folrada de discs proteics i així la unió de l'àcid nucleic en la càpsida proteica queda terminada. El genoma del virus TMV té 6 gens.

## Prevenció
El millor mètode per a prevenir el virus en explotacions és mantenir la higiene per a evitar que el virus es propagui per tota l'explotació. Això vol dir eliminar les plantes infectades, i les males herbes pròximes a aquests vegetals malalts. Una altra mesura de prevenció és plantar soques resistents al virus. I, per acabar, mantenir una higiene en els estris de podar.
No hi ha cap remei per a eliminar el virus un cop ha infectat la planta, per això les hem d'eliminar. Es pot emprar com a bioagent de control de la nyàmera (helianthus tuberosus), una planta invasora a Catalunya.